# Reginarda Holzer
Maria Reginarda Holzer OSF (* 1942 in München) war Generaloberin der Oberzeller Franziskanerinnen.

## Leben
Als Dagmar Holzer geboren, trat sie 1958 in das Kloster Oberzell ein, wo sie den Ordensnamen Reginarda annahm. Sie legte 1964 die zeitliche und 1967 die ewige Profess ab. Von 1968 bis 1972 wirkte sie im Mädchenheim in Kirchenschönbach als Sozialarbeiterin. Danach arbeitete sie bis 1983 im Antonia-Werr-Zentrum und Mädchenheim in Sankt Ludwig. Von 1983 bis 2001 war sie Generaloberin der Kongregation der Dienerinnen der heiligen Kindheit Jesu. Seit 2008 ist sie Oberin der Gemeinschaft in Oberzell und Leiterin des dortigen Pflegeheims Sankt Antoniushaus.

## Auszeichnungen
- 2009: Bundesverdienstkreuz am Bande